# Campionati europei di atletica leggera indoor 2021 - 60 metri piani maschili
La gara dei 60 metri piani maschili ai campionati europei di atletica leggera indoor di Toruń 2021 si è svolta il 6 marzo 2021 presso l'Arena Toruń.

## Podio
| Pos.    | Atleta         | Nazionalità |
| ------- | -------------- | ----------- |
| Oro     | Marcell Jacobs | Italia      |
| Argento | Kevin Kranz    | Germania    |
| Bronzo  | Ján Volko      | Slovacchia  |

## Record
| Record                | Record            | Record | Record                             | Record           |
| --------------------- | ----------------- | ------ | ---------------------------------- | ---------------- |
| Record del Mondo      | Christian Coleman | 6"34   | Albuquerque, Stati Uniti d'America | 18 febbraio 2018 |
| Record europeo        | Dwain Chambers    | 6"42   | Torino, Italia                     | 7 marzo 2009     |
| Record dei campionati | Dwain Chambers    | 6"42   | Torino, Italia                     | 7 marzo 2009     |

## Programma
| Data         | Ora   | Turno      |
| ------------ | ----- | ---------- |
| 6 marzo 2021 | 10:18 | Batterie   |
| 6 marzo 2021 | 13:50 | Semifinali |
| 6 marzo 2021 | 20:58 | Finale     |

## Risultati

### Qualificazioni
Si qualificano alle semifinali i primi due atleti di ogni batteria (Q) e gli ulteriori sei atleti più veloci (q).

#### Batteria 1
| Posizione | Corsia | Nome                 | Nazionalità   | Tempo | Note                                     |
| --------- | ------ | -------------------- | ------------- | ----- | ---------------------------------------- |
| 1         | 5      | Marcell Jacobs       | Italia        | 6"59  | Q                                        |
| 2         | 6      | Oliver Bromby        | Gran Bretagna | 6"70  | Q                                        |
| 3         | 4      | Ioánnis Nifadópoulos | Grecia        | 6"74  | Miglior prestazione personale stagionale |
| 4         | 7      | Daniel Rodríguez     | Spagna        | 6"75  |                                          |
| 5         | 8      | Jan Veleba           | Rep. Ceca     | 6"75  |                                          |
| 6         | 3      | Yury Zabalotny       | Bielorussia   | 6"79  |                                          |
| -         | 2      | Tilen Ovnicek        | Slovenia      | dns   |                                          |

#### Batteria 2
| Posizione | Corsia | Nome                  | Nazionalità | Tempo | Note |
| --------- | ------ | --------------------- | ----------- | ----- | ---- |
| 1         | 6      | Remigiusz Olszewski   | Polonia     | 6"68  | Q    |
| 2         | 3      | Erik Kostrytsya       | Ucraina     | 6"71  | Q    |
| 3         | 5      | Luca Lai              | Italia      | 6"73  |      |
| 4         | 7      | Samuli Samuelsson     | Finlandia   | 6"75  |      |
| 5         | 8      | Markus Fuchs          | Austria     | 6"77  |      |
| 6         | 2      | Gediminas Truskauskas | Lituania    | 6"80  |      |
| 7         | 4      | Umut Uysal            | Turchia     | 6"86  |      |

#### Batteria 3
| Posizione | Corsia | Nome                    | Nazionalità      | Tempo | Note |
| --------- | ------ | ----------------------- | ---------------- | ----- | ---- |
| 1         | 5      | Andrew Robertson        | Gran Bretagna    | 6"60  | Q    |
| 2         | 7      | Bence Boros             | Ungheria         | 6"67  | Q    |
| 3         | 1      | Chituru Ali             | Italia           | 6"71  | q    |
| 4         | 4      | Zdeněk Stromšík         | Rep. Ceca        | 6"77  |      |
| 5         | 8      | Tomas Matuscak          | Slovacchia       | 6"79  |      |
| 6         | 3      | Sergio López            | Spagna           | 6"86  |      |
| 7         | 2      | Dzianis Bliznets        | Bielorussia      | 6"88  |      |
| 8         | 6      | Dorian Celeste Keletela | Atleti rifugiati | 6"91  |      |

#### Batteria 4
| Posizione | Corsia | Nome                | Nazionalità | Tempo | Note |
| --------- | ------ | ------------------- | ----------- | ----- | ---- |
| 1         | 5      | Stanislav Kovalenko | Ucraina     | 6"67  | Q    |
| 2         | 4      | Carlos Nascimento   | Portogallo  | 6"68  | Q    |
| 3         | 6      | Michael Pohl        | Germania    | 6"72  | q    |
| 4         | 2      | William Reais       | Svizzera    | 6"74  |      |
| 5         | 8      | Tamás Máté          | Ungheria    | 6"78  |      |
| 6         | 3      | Odain Rose          | Svezia      | 6"81  |      |
| 7         | 7      | Maksim Bohdan       | Bielorussia | 6"84  |      |

#### Batteria 5
| Posizione | Corsia | Nome                   | Nazionalità   | Tempo | Note                          |
| --------- | ------ | ---------------------- | ------------- | ----- | ----------------------------- |
| 1         | 4      | Kojo Musah             | Danimarca     | 6"65  | Q                             |
| 2         | 2      | Harry Aikines-Aryeetey | Gran Bretagna | 6"68  | Q                             |
| 3         | 7      | Amaury Golitin         | Francia       | 6"70  | q                             |
| 4         | 3      | Mathias Hove Johansen  | Norvegia      | 6"73  | Miglior prestazione personale |
| 5         | 5      | Leon Reid              | Irlanda       | 6"75  |                               |
| 6         | 8      | Samuel Purola          | Finlandia     | 6"77  |                               |
| 7         | 6      | Denis Dimitrov         | Bulgaria      | 6"85  |                               |

#### Batteria 6
| Posizione | Corsia | Nome                 | Nazionalità | Tempo | Note |
| --------- | ------ | -------------------- | ----------- | ----- | ---- |
| 1         | 3      | Karl Erik Nazarov    | Estonia     | 6"67  | Q    |
| 2         | 6      | Julian Wagner        | Germania    | 6"67  | Q    |
| 3         | 7      | Dominik Kopeć        | Polonia     | 6"69  | q    |
| 4         | 4      | Pascal Mancini       | Svizzera    | 6"73  |      |
| 5         | 5      | Jacob Vaula          | Norvegia    | 6"75  |      |
| 6         | 2      | Gaylord Kuba Di-Vita | Belgio      | 6"76  |      |
| 7         | 8      | Emil Mader Kjær      | Danimarca   | 6"82  |      |

#### Batteria 7
| Posizione | Corsia | Nome              | Nazionalità | Tempo | Note  |
| --------- | ------ | ----------------- | ----------- | ----- | ----- |
| 1         | 7      | Konstadínos Zíkos | Grecia      | 6"67  | Q     |
| 2         | 5      | Kobe Vleminckx    | Belgio      | 6"67  | Q     |
| 3         | 2      | Aleksa Kijanovic  | Serbia      | 6"75  |       |
| 4         | 8      | Dominik Illovszky | Ungheria    | 6"80  |       |
| 5         | 6      | Štepán Hampl      | Rep. Ceca   | 6"83  |       |
| 6         | 4      | Petre Rezmives    | Romania     | 6"99  | [ 2 ] |
| -         | 3      | Joris van Gool    | Paesi Bassi | dq    | [ 3 ] |

#### Batteria 8
| Posizione | Corsia | Nome                | Nazionalità | Tempo | Note |
| --------- | ------ | ------------------- | ----------- | ----- | ---- |
| 1         | 2      | Ján Volko           | Slovacchia  | 6"63  | Q    |
| 2         | 7      | Mouhamadou Fall     | Francia     | 6"66  | Q    |
| 3         | 8      | Kayhan Özer         | Turchia     | 6"69  | q    |
| 4         | 4      | Israel Olatunde     | Irlanda     | 6"79  |      |
| 5         | 1      | Riku Illukka        | Finlandia   | 6"79  |      |
| 6         | 3      | Simon Hansen        | Danimarca   | 6"83  |      |
| 7         | 5      | Vesselin Jivkov     | Bulgaria    | 6"90  |      |
| 8         | 6      | Francesco Sansovini | San Marino  | 6"92  |      |

#### Batteria 9
| Posizione | Corsia | Nome                   | Nazionalità | Tempo | Note |
| --------- | ------ | ---------------------- | ----------- | ----- | ---- |
| 1         | 7      | Kevin Kranz            | Germania    | 6"61  | Q    |
| 2         | 8      | Oleksandr Sokolov      | Ucraina     | 6"66  | Q    |
| 3         | 6      | Przemyslaw Slowikowski | Polonia     | 6"68  | q    |
| 4         | 4      | Oğuz Uyar              | Turchia     | 6"78  |      |
| 5         | 3      | Alexander Donigian     | Armenia     | 6"78  |      |
| 6         | 5      | Even Meinseth          | Norvegia    | 6"80  |      |
| 7         | 2      | Dean Adams             | Irlanda     | 6"89  |      |

### Semifinali
Si qualificano alla finale i primi due atleti di ogni batteria (Q) e gli ulteriori due atleti più veloci (q).

#### Semifinale 1
| Posizione | Corsia | Nome                | Nazionalità   | Tempo | Note |
| --------- | ------ | ------------------- | ------------- | ----- | ---- |
| 1         | 5      | Andrew Robertson    | Gran Bretagna | 6"59  | Q    |
| 2         | 3      | Kojo Musah          | Danimarca     | 6"63  | Q    |
| 3         | 4      | Mouhamadou Fall     | Francia       | 6"64  |      |
| 4         | 2      | Michael Pohl        | Germania      | 6"67  |      |
| 5         | 7      | Kobe Vleminckx      | Belgio        | 6"68  |      |
| 6         | 8      | Bence Boros         | Ungheria      | 6"69  |      |
| 7         | 6      | Stanislav Kovalenko | Ucraina       | 6"69  |      |
| 8         | 1      | Dominik Kopeć       | Polonia       | 6"69  |      |

#### Semifinale 2
| Posizione | Corsia | Nome                   | Nazionalità   | Tempo | Note                                     |
| --------- | ------ | ---------------------- | ------------- | ----- | ---------------------------------------- |
| 1         | 5      | Marcell Jacobs         | Italia        | 6"56  | Q                                        |
| 2         | 6      | Karl Erik Nazarov      | Estonia       | 6"62  | Q                                        |
| 3         | 8      | Oliver Bromby          | Gran Bretagna | 6"64  | Miglior prestazione personale stagionale |
| 4         | 3      | Konstadínos Zíkos      | Grecia        | 6"67  |                                          |
| 5         | 1      | Przemyslaw Slowikowski | Polonia       | 6"68  |                                          |
| 6         | 4      | Julian Wagner          | Germania      | 6"68  |                                          |
| 7         | 2      | Kayhan Özer            | Turchia       | 6"69  |                                          |
| 8         | 7      | Erik Kostrytsya        | Ucraina       | 6"72  |                                          |

#### Semifinale 3
| Posizione | Corsia | Nome                   | Nazionalità   | Tempo | Note                          |
| --------- | ------ | ---------------------- | ------------- | ----- | ----------------------------- |
| 1         | 3      | Ján Volko              | Slovacchia    | 6"57  | Q                             |
| 2         | 6      | Kevin Kranz            | Germania      | 6"58  | Q                             |
| 3         | 5      | Remigiusz Olszewski    | Polonia       | 6"60  | q                             |
| 4         | 7      | Carlos Nascimento      | Portogallo    | 6"62  | q                             |
| 5         | 2      | Amaury Golitin         | Francia       | 6"64  |                               |
| 6         | 8      | Harry Aikines-Aryeetey | Gran Bretagna | 6"67  | =                             |
| 7         | 4      | Oleksandr Sokolov      | Ucraina       | 6"67  |                               |
| 8         | 1      | Chituru Ali            | Italia        | 6"68  | Miglior prestazione personale |

### Finale
| Posizione | Corsia | Nome                | Nazionalità | Tempo | Note                                                       |
| --------- | ------ | ------------------- | ----------- | ----- | ---------------------------------------------------------- |
| Oro       | 6      | Marcell Jacobs      | Italia      | 6"47  | Miglior prestazione mondiale stagionale · Record nazionale |
| Argento   | 5      | Kevin Kranz         | Germania    | 6"60  |                                                            |
| Bronzo    | 4      | Ján Volko           | Slovacchia  | 6"61  |                                                            |
| 4         | 3      | Andrew Robertson    | Regno Unito | 6"63  |                                                            |
| 5         | 2      | Carlos Nascimento   | Portogallo  | 6"65  |                                                            |
| 6         | 1      | Remigiusz Olszewski | Polonia     | 6"66  |                                                            |
| 7         | 8      | Karl Erik Nazarov   | Estonia     | 6"67  |                                                            |
| 8         | 7      | Kojo Musah          | Danimarca   | 6"68  |                                                            |